# عدة تطوير جافا
عُدة تطوير جافا (بالإنجليزية: Java Development Kit)‏ وتُعرف اختصارًا بـ (JDK) هي بيئة تطوير برمجيات تستخدم لتطوير تطبيقات الجافا. تُصدرها شركة أوراكل، وتحتوي على بيئة وقت التشغيل (JRE)، مفسر، مترجم، منقح، برنامج ضغط الملفات، مولد التوثيق. وغيرها من الأدوات الضرورية لتطوير برمجيات الجافا.

## محتويات عُدة تطوير جافا
تحتوي عُدة تطوير جافا على عدد كبير من البرامج من ضمنها :
- javac - مترجم جافا، والذي يقوم بتحويل الكود المصدري إلى صيغة البايتكود.
- java - مشغل تطبيقات جافا. هذه الأداة عبارة عن مفسر تقوم بتحليل الملفات التي أنشئها مترجم الجافا وثم تقوم بتنفيذها.
- javadoc - مولد التوثيق، يقوم تلقائيا بتوليد التوثيق من خلال التعليقات البرمجية الموجودة في الكود المصدري.
- jar - برنامج ضغط الملفات، يقوم بتجميع عدة كلاسات في ملف واحد مضغوط يحمل صيغة .jar
- jdb - المصحح.